# Turanoceratops

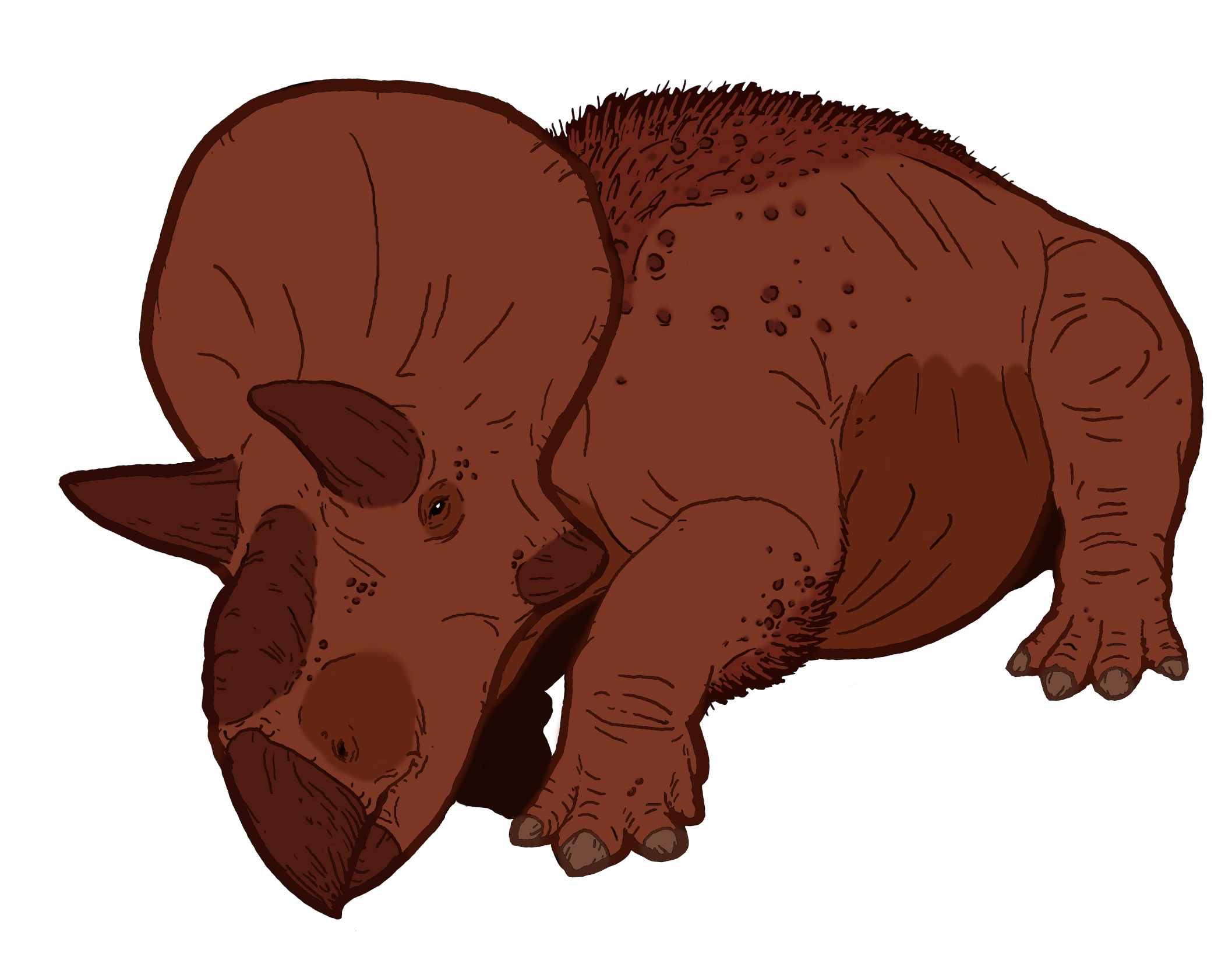
Turanoceratops

Turanoceratops tardabilis ia een plantenetende ornithischische dinosauriër, behorend tot de Ceratopia, die tijdens het late Krijt leefde in het gebied van het huidige Oezbekistan.

## Vondst en naamgeving
In 1989 beschreven en benoemden Lev Aleksandrovitsj Nesov, L.F. Kaznysjkina en Gennadi Olegovitsj Tsjerepanov de typesoort Turanoceratops tardabilis. De geslachtsnaam verbindt Turan, een oude Perzische naam voor Turkestan, met "ceratops", "hoorngezicht", een gebruikelijk achtervoegsel in de namen van Ceratopia. De soortaanduiding betekent "de vertragende" in het Latijn en is een verwijzing naar het grote tijdsverloop van ruim zestig jaar tussen de eerste vondsten en de benoeming. De soortnaam was al in 1988 door Nesow vermeld maar zonder beschrijving zodat het voorlopig een ongeldige nomen nudum bleef.
De soort werd benoemd op basis van fragmentarische fossielen gevonden bij Dzharakuduk in het district Navoi Viloyat in Oezbekistan, in lagen van de Bissektiformatie die dateren uit het late Turonien of het Coniacien, zo'n negentig miljoen jaar oud. Het holotype, CCMGE No. 251/12457, bestaat uit een stuk linkerbovenkaaksbeen. Verdere fragmenten werden toegewezen maar bleken ten dele van andere dinosauriërs afkomstig. De hersenpan CCGME 628/12457 is in feite van een sauropode en een vermeend stuk van een nekschild, CCMGE 723/12457, zou in werkelijkheid een pantserplaat van een ankylosauriër betreffen. Er werd ook een rechterpostorbitale met wenkbrauwhoorn beschreven, specimen ZIN PH 1868/16, maar dat zou een ook een neushoorn kunnen zijn. Andere fragmenten omvatten een stuk rechterbovenkaaksbeen (ZIN PH 303/16), een tweede rechterpostorbitale (CCMGE 256/12457), een predentarium (CCMGE 255/12457), losse tanden, de onderkant van een linkeropperarmbeen (CCMGE 9/3760), onderkanten van scheenbeenderen met aangegroeide sprongbeenderen (ZIN PH 1444/16 en USNM 538130; toewijzing is voorlopig omdat het ook om ankylosaurisch materiaal zou kunnen gaan) en een vierde middenvoetsbeen (ZIN PH 342/16). Een gedeelte van het materiaal is zoek. De botten werden bij verschillende gelegenheden gevonden; het opperarmbeen bijvoorbeeld al in de jaren twintig.
In 2004 stelde Peter Dodson dat de soort een nomen dubium was maar op basis van informele berichten over de staat van het materiaal. In 2009 werd een moderne beschrijving gegeven door Hans-Dieter Sues die concludeerde dat Turanoceratops een geldig taxon was.

## Beschrijving

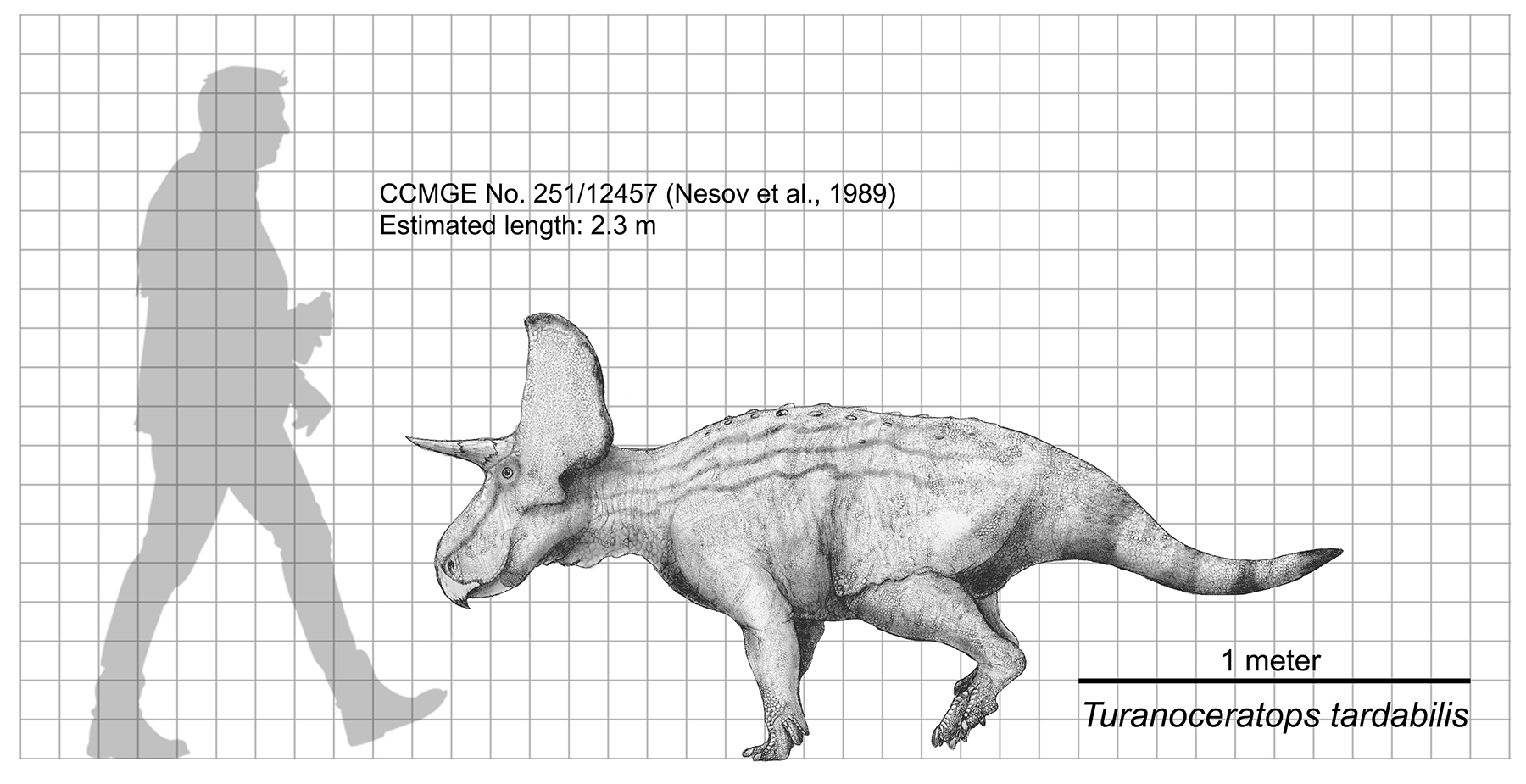
Een vergelijking in grootte met een mens

Turanoceratops is een vrij kleine soort. Gregory S. Paul schatten in 2010 de lichaamslengte op twee meter, het gewicht op 175 kilogram.
Sues stelde in 2009 enkele onderscheidende kenmerken vast. Basale kenmerken zijn: de tandkronen hebben variabel ontwikkelde secundaire richels; er zijn maar twee of drie (vervangings)tanden aanwezig per tandpositie. Afgeleide kenmerken, ten opzichte van Zuniceratops, zijn: het aantal tanden per positie is toegenomen naar twee of drie; de tanden hebben twee wortels. Dat Turanoceratops niet heel basaal kan zijn blijkt behalve uit de dubbele wortels, uit het uitgesloten zijn van het voorhoofdsbeen van de rand van de oogkas en het begin van uithollingen in het schedeldak.
Het bovenkaaksbeen is hoog. Er zijn minstens elf tandposities; Nesow schatte het totaal op twintig. De opvallende secundaire richels op de tanden lopen door tot aan de bases. De buitenste beenwand overhangt de tandrij. De wand heeft een uitholling schuin bovenaan, bij het contact met de praemaxilla. De wenkbrauwhoorn zou tamelijk lang kunnen zijn — Sues schatte de lengte op veertien centimeter — maar dit is omstreden. Als het inderdaad een postorbitale hoorn is, wijst hij naar boven en sterk naar buiten, dus met de bolling zijwaarts en naar beneden gericht, net als bij Zuniceratops, Chasmosaurus en Diabloceratops maar in afwijking van de meeste ceratopiden waar de hoorn naar beneden kromt. Nesow meende dat het de neushoorn was en naar voren kromde. De vermoedelijk fout als schildresten geïnterpreteerde platen, zag hij als aanwijzingen voor een matig lang en vrij nauw nekschild met een vrij gladde zijkant en een naar boven vernauwende interparietale beenbalk. Tussen de voorste onderkant van het scheenbeen en het sprongbeen bevindt zich ter hoogte van het hielbeen een korte maar brede groeve, een uniek kenmerk.

## Fylogenie

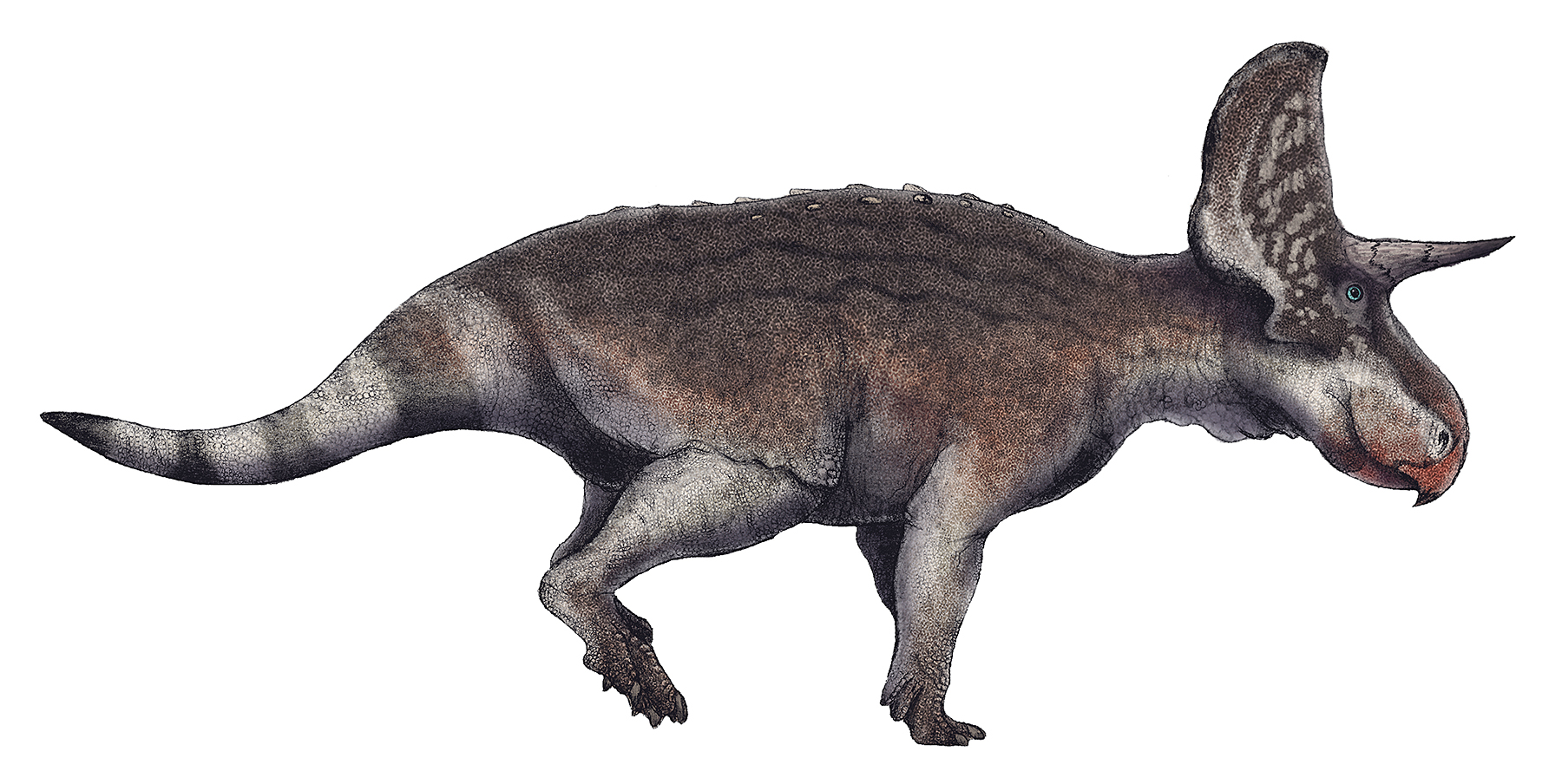
De wenkbrauwhoorns van Turanoceratops kunnen lang zijn geweest

Nesow plaatste Turanoceratops in de Ceratopidae en daarbinnen in de Centrosaurinae — dit laatste vanuit de onjuiste veronderstelling dat de wenkbrauwhoorns zwak ontwikkeld zouden zijn. Het zou hiermee de oudst bekende ceratopide zijn. Later werd echter meestal aangenomen dat de positie van Turanoceratops in de stamboom basaler moest zijn. Sues echter bevestigde dat het om een ceratopide ging, zij het incertae sedis — dit laatste ondanks zwakke aanwijzingen dat de soort tot de Chasmosaurinae zou behoren. Dat zou opmerkelijk zijn want het werd verondersteld dat die groep haar oorsprong in Noord-Amerika had. Sues verklaarde dit door de mogelijkheid dat Turanoceratops een incidentele immigratiegolf uit dat continent naar Azië vertegenwoordigde. Nesow echter zag de kustvlakten van Zuid-Azië als oorsprongsgebied; de groep zou dan in het vroege Turonien ontstaan zijn. De plaatsing werd in 2009 weersproken door Andrew Farke die, veel van het materiaal als dubieus verwerpend, concludeerde dat het om de zustersoort van de Ceratopidae ging. Sues echter, verdedigde datzelfde jaar zijn opvattingen krachtig en verfijnde zijn analyse zodanig dat bleek dat Turanoceratops een basaal lid van de Centrosaurinae was. Latere analyses wijzen desalniettemin op een positie buiten de Ceratopidae, waarbij het soms niet eens zeker dat de soort afgeleider is dan Zuniceratops.

## Levenswijze
Nesow nam in 1995 aan dat Turanoceratops in een matig nat klimaat leefde, langs rivierbossen of in moerassen. Daar zou hij vrij ruw voedsel gegeten hebben dat door maagstenen verder werd verwerkt. Hadrosauroïde botten, onder andere van Levnesovia, zijn in de vindplaatsen van de formatie tweemaal zo talrijk. Hij veronderstelde ook dat de ontwikkeling van de hoorns vooral een aanpassing was voor gevechten tussen de mannetjes. Hij dacht dat het nekschild daarbij als bescherming diende en dat de kop wel een lengte zou kunnen bereiken van één meter. Dus al heel vroeg, nog vóór of onmiddellijk bij het begin van de ceratopide evolutie, zou de gevechtsfunctie van de kop sterk beklemtoond zijn. Dat zou vooral opmerkelijk zijn daar Turanoceratops een vrij bescheiden omvang had, veel kleiner dan latere reuzen als Torosaurus en Titanoceratops met koppen rond de drie meter lengte. Nesow wees er echter op dat het dier weleens acht maal zo zwaar zou kunnen zijn geweest als zijn voorouders uit het Onder-Krijt. Hij gaf als minimumlengte van de kop zestig centimeter, een formaat dat naar huidige inzichten veel waarschijnlijker is.